# Stinkande håltryffel
Stinkande håltryffel (Gautieria graveolens) är en svampart som beskrevs av Vittad. 1831. Enligt Catalogue of Life ingår Stinkande håltryffel i släktet Gautieria,  och familjen Gomphaceae, men enligt Dyntaxa är tillhörigheten istället släktet Gautieria,  och familjen Ramariaceae. Arten är reproducerande i Sverige. Inga underarter finns listade i Catalogue of Life.